# Elisabeta de Luxemburg (1409–1442)
Elisabeta de Luxemburg (în maghiară Erzsébet, în croată Elizabeta Luksemburška, în cehă Alžběta Lucemburská; n. 7 octombrie 1409, Visegrád, Pesta, Ungaria – d. 19 decembrie 1442, Győr, Ungaria), aparținând Casei de Luxemburg, a fost ducesă de Austria din 1422 prin căsătoria cu regele Albert al II-lea de Habsburg, și din 1438 regină consoartă romano-germană (nu a fost încoronată). De asemenea, a fost regină a Ungariei din 1437 (încoronată pe 1 ianuarie 1438 la Székesfehérvár) și regină a Boemiei din 1437 (încoronată la 29 iunie 1438 la Praga), până la sfârșitul vieții. După moartea soțului ei în 1439 Elisabeta a încercat să asigure succesiunea la tron a fiului ei, Ladislau Postumus, în Boemia și Ungaria, însă acesta a murit tânăr, după un război civil care a durat doi ani.

## Biografie
Elisabeta a fost fiica împăratului romano-german Sigismund de Luxemburg și a celei de-a doua soții a sa, Barbara de Celje, o fiică a contelui Herman al II-lea de Celje.

### Copilărie
Data nașterii Elisabetei poate fi calculată pe baza unei scrisori trimise de tatăl ei, regele Sigismund, datată 26 aprilie 1410 („sabbato post festum s. Georgii”) purtând sigiliul reginei Barbara, prin care regele anunța nașterea fiicei sale de sărbătoarea Sfântului Francisc de Assisi („alias circa festum beati Francisci confessoris”). Deoarece această sărbătoare fusese în anul anterior pe 4 octombrie, se poate deduce că nașterea Elisabetei ar fi avut loc în octombrie 1409. Istoricul Baranyai susținea în 1926 că utilizarea termenului circa permite unele variații spre luna septembrie, însă în cazul în care nașterea ar fi avut loc în septembrie atunci regele s-ar fi referit la sărbătoarea Sfântului Mihail de pe 29 septembrie și nu la sărbătoarea Sfântului Francisc de Assisi. Ziua exactă a fost dedusă pornind de la data logodnei fiicei sale cu a arhiducelui Albert, care a avut loc la 7 octombrie 1411, și care probabil a fost stabiltă pentru a coincide cu un eveniment important deoarece nu coincide cu nicio sărbătoare religioasă din acea perioadă.  
Elisabeta aparținea puternicei Case de Luxemburg. Părinții ei erau regele Sigismund al Ungariei (în vârstă de 41 de ani) și cea de-a doua soție a sa, Barbara de Celje (în vârstă de 17 ani). Nașul ei a fost Hrvoje Vukčić Hrvatinić, baronul rebel cu care Sigismund se împrietenise de curând. În anul următor nașterii Elisabetei, tatăl ei a fost ales rege romano-german.

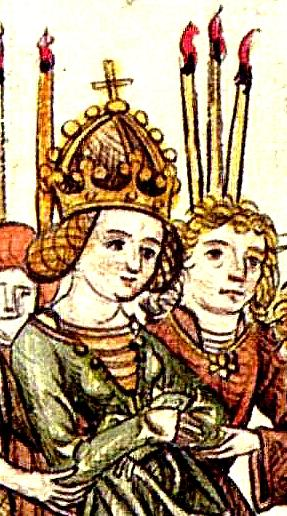
Elisabeta de Luxemburg

Fiind singurul copil al regelui, Elisabeta era văzută de facto ca moștenitoare prezumtivă la tron, sau cel puțin ca prințesă prin căsătoria căreia va oferi un rege. În 1411 Sigismund a reușit să obțină promisiunea boierilor că îi vor recunoaște Elisabetei dreptul la Sfânta Coroană a Ungariei și că îl vor alege pe viitorul ei soț ca rege - un acord care va avea consecințe mari după moartea lui Sigismund. Dreptul ereditar al Elisabetei era de fapt destul de îndoielnic, tatăl ei dobândindu-l prin căsătoria cu prima sa soție, regina Maria, Elisabeta nefiind descendenta acesteia. În același an, Sigismund a logodit-o pe Elisabeta cu ducele Albert al V-lea de Austria, pe atunci în vârstă de 14 ani, membru al Casei de Habsburg.
Regina Barbara era foarte nepopulară în rândul nobilimii, care era ofensată de simpatia ei pentru husiți, precursorii reformei protestante. În 1418, ei au acuzat-o că ar fi comis adulter în timp ce soțul ei era prezent la Conciliul de la Konstanz. Rezultatul a fost exilarea reginei, inițial la Oradea, apoi la Skalica, între 1418 și 1419. Faptul că Elisabeta și-a însoțit mama în exil și, probabil, a suferit același tratament dur în ciuda faptului că era recunoscută ca moștenitoare a tronului, sugerează că Sigismund ar fi pus la îndoială paternitate ei în această perioadă. Totuși, simultan, Sigismund negocia căsătoria Elisabetei cu Albert. Habsburgii, prieteni și aliați de lungă durată ai lui Sigismund nu au pus la îndoială legitimitatea Elisabetei sau, cel puțin, nu au fost descurajați de acuzațiile aduse împotriva mamei ei. Sigismund s-a împăcat cu Barbara în 1419 și Elisabeta a revenit la curte împreună cu mama ei. În același an, el a moștenit coroana Boemiei de la fratele său mai mare, regele Venceslau al IV-lea.

### Căsătorie și descendenți
La 28 septembrie 1421 prietenia de durată dintre regele Sigismund și Casa de Habsburg, a culminat cu un tratat de căsătorie semnat la Viena. Tratatul confirma statutul de moștenitoare al Elisabetei, atât a Ungariei cât și a Boemiei, însă numai atât timp cât va rămâne singurul copil al lui Sigismund.
S-a stipulat că nașterea unei alte fiicei i-ar fi dat dreptul Elisabetei de a alege unul dintre regatele tatălui ei, în timp ce sora mai mică ar fi moștenit cealaltă parte. În cazul în care ea ar fi avut un frate, Elisabeta ar fi fost lipsită de ambele coroane în favoarea lui. Moravia a fost cedată lui Albert ca zestre a Elisabetei. Tratatul a fost controversat atât în Ungaria cât și în Boemia, nobilimea din ambele țări pretindeau dreptul de a-și alege un monarh.
Ceremonia a vut loc la 19 aprilie 1422 la Viena. Elisabeta, devenită ducesă de Austria, s-a mutat la curtea vieneză a soțului ei. A fost necesară o dispensă papală pentru căsătorie deoarece viitorii soți erau descendenți ai regelui Venceslau al II-lea al Boemiei.
Primul copil al cuplului, o fiică botezată Anna, s-a născut în 1432. Scriitorul francez Bertrandon de la Broquière a notat că „ducesa, o femeie înaltă și frumoasă, fiica împăratului și moștenitoarea regatelor Ungariei și Boemiei și dependințelor lor” a născut o fiică, „ocazie pentru numeroase festivități și turniruri”. În 1435 Elisabeta a născut un fiu, George, care a murit după trei ore de la naștere. Următorul copil născut a fost din nou o fiică, Elisabeta, în 1436.

### Regină

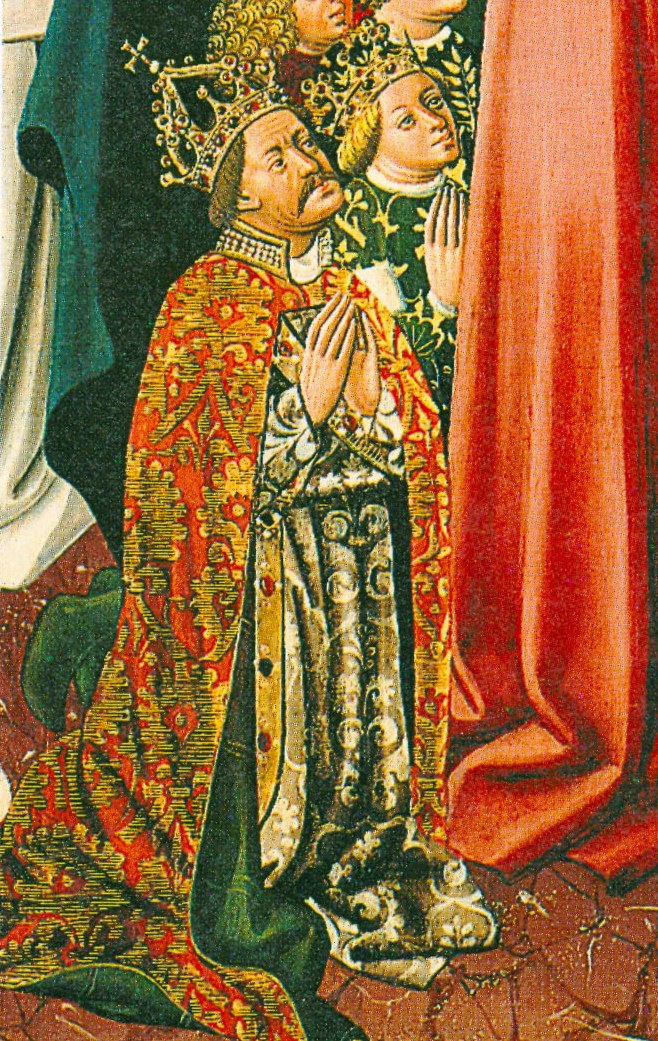
Regele Albert și regina Elisabeta (ilustrație în Albrechtsaltar din Mănăstirea Klosterneuburg)

La sfârșitul anului 1437 tatăl Elisabetei era bolnav. Înțelegând că va muri, el a chemat pe Elisabeta și pe Albert, a convocat o reuniune a nobilimii din Boemia, care i-a acceptat pe cei doi ca moștenitori, dar și-a rezervat dreptul de a face alegeri formale. Sigismund a murit la 9 decembrie. După înmormântarea sa, Elisabeta și Albert au călătorit la Pressburg pentru a se întâlni cu nobili maghiari. Aceștia au cerut ca cei doi să locuiască în Ungaria și ca frontiera regatului cu Austria să nu fie modificată. Ulterior, dieta a stabilit că Albert, care urma să fie ales datorită căsătoriei sale cu Elisabeta, trebuia să guverneze doar „cu acordul și aprobarea ei”. Cuplul a acceptat condițiile impuse și la 18 decembrie au fost aleși rege, repectiv regină a Ungariei. Mai târziu, Elisabeta a afirmat că suveranitatea ei a derivat nu numai din voința tatălui ei, dar și din voința poporului.
Imediat a apărut o dispută cu privire la cine era îndreptățit să o încoroneze pe Elisabeta. Episcopul de Veszprém a revendicat dreptul de a pune coroana maghiară reginei consoarte, dar arhiepiscopul de Esztergom a susținut că Elisabeta era regina domnitoare și prin urmare că el ar trebui să încoroneze atât pe Elisabeta cât și pe Albert. În cele din urmă, arhiepiscopul, probabil mituit, a semnat un act de demisie din funcția de episcop, însă numai pentru această ocazie. Încoronarea cuplului a avut loc la Biserica Székesfehérvár la 1 ianuarie 1438.
În martie 1438 Dieta Imperială l-a ales pe Albert ca succesor al lui Sigismund la tronul Sfântului Imperiu Roman. În ciuda încercărilor husiților de a aduce pe tronul Boemiei pe Cazimir al Poloniei, alegerile care au avut loc în mai au fost favorabile cuplului. Albert a fost încoronat în iunie, însă Elisabeta nu a mers la Praga pentru a participa la acest ritual și și-a petrecut vara următoare guvernând Ungaria.
După moartea soțului ei, Elisabeta a preluat controlul asupra Ungariei ca regentă. Ea era însărcinată și avea convingerea că va naște un fiu. S-a  pregătit pentru alegerea următorului monarh al Ungariei și și-a format o partidă de adepți. Până în 1440 Elisabeta a fost de facto monarhul Ungariei, ordinele ei fiind respectate deși încă nu fusese aleasă și confirmată de Consiliul maghiar. La 1 ianuarie 1440 consiliul s-a adunat pentru a alege un monarh. Datorită amenințărilor venite dinspre Imperiul Otoman, decizia a fost că Elisabeta nu putea fi aleasă ca monarh, fiind nevoie de un adevărat conducător militar. S-a sugerat că Elisabeta ar fi trebuit să se căsătorească cu cel ce urma să fie ales monarh. În cele din urmă, Vladislav al Poloniei a fost ales rege al Ungariei.
Oficial, Elisabeta a acceptat decizia, însă la scurtă vreme a părăsit Buda împreună cu susținătorii ei. La 15 mai ea și-a încoronat fiul ca rege al Ungariei la Székesfehérvár cu Sfânta Coroană furată de Helene Kottannerin din Castelul de la Visegrád. La 17 iulie Vladislav al Poloniei a fost încoronat rege al Ungariei la Székesfehérvár însă fără a fi foloasită Sfânta Coroană. 
Elisabeta a atacat Buda cu o armată condusă de Jan Jiskra, însă a fost înfrântă. Ea și-a lăsat copii în grija împăratului Frederic al III-lea și a finanțat un război civil în Austria. În 1442 au avut loc negocieri conduse de cardinalul Cesarini în Győr. Elisabeta și Vladislav s-au întâlnit și au schimbat daruri. Vladislav i-a dăruit Elisabetei o blană. La scurtă vreme, Elisabeta a murit la vârsta de 33 de ani. S-a speculat că ar fi fost otrăvită. A fost înmormântată în Bazilica Stuhlweißenburg (astăzi Székesfehérvár).
Singurul fiu al Elisabetei, Ladislau Postumul, a murit fără a avea urmași.

## Biografie
- Gerhard Hartmann, Karl Schmidt (ed.): Die Kaiser. 1200 Jahre europäische Geschinchte, Editura Marix, Wiesbaden, 2006, ISBN: 978-3-86539-074-5.
- Béla Baranyai: Zsigmond király un. Sárkány-rendje (așa-numitul Ordin „Dragonii Regelui Sigismund”), Századok, pp. 59–60, 561–591, 681–719, 1925/1926, Budapesta, 1926.
- Elemér Mályusz: Zsigmondkori oklevéltár (Collection of Charters of the Age of King Sigismund) II. (1400–1410), Második rész (partea a 2-a) (1407–1410), Akadémiai Kiadó, Budapest, 1958 (Magyar Országos Levéltár Kiadványai (Publications of National Archives of Hungary) II., Forráskiadványok 4.
- Borsa, Iván (ed.): Zsigmondkori oklevéltár (Collection of Charters of the Age of King Sigismund) III. (1411–1412) (Based on the Manuscript of Elemér Mályusz), Akadémiai Kiadó, Budapest, 1993. (János Varga (ed): A Magyar Országos Levéltár Kiadványai (Publications of National Archives of Hungary) II., Forráskiadványok  22.
- János M. Bak: The Laws of the Medieval Kingdom of Hungary: 1301-1457, C. Schlacks, 1992.
- Kenneth M. Setton, Harry Williams Hazard e Norman P. Zacour: A History of the Crusades: The Impact of the Crusades on Europe, University of Wisconsin Press, 1990, ISBN: 0-299-10744-2.